# Megra Admassou
Megra Admassou (ur. 14 sierpnia 1935 w Soddo) – etiopski kolarz szosowy, olimpijczyk.
Uczestnik Letnich Igrzysk Olimpijskich 1960 w Rzymie. Wystartował wyłącznie w wyścigu indywidualnym na czas, którego nie ukończył.